# Nyssodesmus
Nyssodesmus es un género de milpiés en la familia Platyrhacidae. Se han descrito alrededor de una docena de especies, todas nativas de América Central, y van desde Nicaragua hasta Panamá. también se encuentran en Colombia.

## Especies
- Nyssodesmus alboalatus
- Nyssodesmus antius
- Nyssodesmus attemsi
- Nyssodesmus concolor
- Nyssodesmus fraternus
- Nyssodesmus limonensis
- Nyssodesmus luteolus
- Nyssodesmus mimus
- Nyssodesmus nicaraguanus
- Nyssodesmus python
- Nyssodesmus tristani
- Nyssodesmus vialis